# Дарайсун-Годен-хан
Дарайсун-Годен-хан або Годан-хан (1520—1557) — 22-й великий каган Монгольського ханства в 1547—1557 роках.

## Життєпис
Походив з гілки Хубілаїдів династії Чингізидів. Старший син кагана Боді-Алаґ-хан. У 1547 році після смерті батька успадкував трон. Спочатку прагнув об'єднати західні та східні тумени Східної Монголії, втім, побоюючись впливового родича Алтина, володаря туметів у південній Монголії, був змушений проводити політику мирного співіснування. Невдовзі після сходження на трон на вимогу Алтана надав тому титул шитну-хана (малого хана). Разом з тим не зміг скористатися розпадом Халхи після смерті Ґерсенджі-тайджі — на держави Ясагту-ханів, Тушету-ханів і Сечен-ханів.
Зі зростанням впливу Алтин-хана, Дарайсун був обмежений владою над чахарами. Дарайсун-Годен-хан вступив у боротьбу з Алтин-ханом. Останній змусив Дарайсун-Годен-хана бігти зі своїх кочовищ на схід, за Великий Хінган і осів біля Ляодунського півострова (кордону з Китаєм). У 1551 році Дарайсун-Годен-хан уклав мирний договір з Алтин-ханом, за яким визнавав його лідерство в монгольському світі і відмовився на його користь від титулу «Годен-хан». Втім більшість монгольської знаті продовжувала визнавати Дарайсун-хана як великого кагана. Ця ситуація остаточно призвела до розпаду держави на окремі ханства. Помер у 1557 році. Йому спадкував старший син Тумен-Дзасагту-хан.